# Environnementalisme vert vif
L'environnementalisme vert vif est une idéologie fondée sur la conviction que la convergence du changement technologique et de l'innovation sociale constitue la voie la plus réussie vers le développement durable.

## Origine et évolution de la pensée du vert vif
Le terme « vert vif » (en anglais : bright green), inventé en 2003 par l'écrivain Alex Steffen, fait référence à la nouvelle aile en pleine croissance de l'environnementalisme, distincte des formes traditionnelles,. L'environnementalisme vert vif vise à assurer la prospérité d'une manière écologiquement durable grâce à l'utilisation de nouvelles technologies et à une conception améliorée.
Les promoteurs promeuvent et défendent l'énergie verte, les automobiles électriques, les systèmes de fabrication efficaces, les bio- et nanotechnologies, l'informatique omniprésente, les agglomérations urbaines denses, les cycles des matériaux en boucle fermée et les conceptions de produits durables. La vie sur une seule planète (One-planet living) est une expression couramment utilisée,. Leur objectif principal est l'idée que grâce à une combinaison de communautés bien construites, de nouvelles technologies et de pratiques de vie durables, la qualité de vie peut en fait être améliorée même si les empreintes écologiques diminuent.
Le terme « vert vif » a été utilisé avec une fréquence accrue en raison de la diffusion de ces idées sur Internet et de la récente couverture médiatique.

## Les Verts foncés, Verts clairs et Verts vifs
Alex Steffen décrit les environnementalistes contemporains comme étant divisés en trois groupes, « Les Verts foncés », « Les Verts clairs » et « Les Verts vifs ».
Les Verts clairs voient la protection de l'environnement d'abord et avant tout comme une responsabilité personnelle. Ils tombent dans la fin activiste transformationnelle du spectre, mais Les Verts clairs ne mettent pas l'accent sur l'environnementalisme en tant qu'idéologie politique distincte, ni même recherchent une réforme politique fondamentale. Au lieu de cela, ils se concentrent souvent sur l'environnementalisme comme choix de vie. La devise « Le vert est le nouveau noir » résume cette façon de penser pour beaucoup. Ceci est différent du terme vert allégé (lite green), que certains écologistes utilisent pour décrire des produits ou des pratiques qu'ils croient être du greenwashing.
En revanche, Les Verts foncés croient que les problèmes environnementaux font partie intégrante de la civilisation industrialisée et recherchent un changement politique radical. Les Verts foncés croient que les idéologies politiques dominantes actuellement et historiquement (parfois appelées industrialisme) conduisent inévitablement au consumérisme, à la surconsommation, au gaspillage, à l'aliénation de la nature et à l'épuisement des ressources. Les Verts foncés affirment que cela est dû à l'accent mis sur la croissance économique qui existe dans toutes les idéologies existantes, une tendance appelée manie de la croissance (growth mania). La marque vert foncé de l'environnementalisme est associée à des idées d'écocentrisme, d'écologie profonde, de décroissance, d'anti-consumérisme, de post-matérialisme, d'holisme, de l'hypothèse Gaïa de James Lovelock, ainsi qu'à un soutien pour une réduction de la population des humains et/ou un abandon de la technologie pour réduire l'effet de l'humanité sur la biosphère.
Plus récemment, Les Verts vifs sont apparus comme un groupe d'écologistes qui croient que des changements radicaux sont nécessaires dans le fonctionnement économique et politique de la société afin de la rendre durable, mais que de meilleurs designs, de nouvelles technologies et des innovations sociales plus largement distribuées sont les moyens d'apporter ces changements et que la société ne peut ni arrêter ni protester contre sa voie vers la durabilité. Comme l'écrit Ross Robertson, « L'environnementalisme vert vif concerne moins les problèmes et les limites que nous devons surmonter grâce aux moyens tels que les outils, modèles et idées qui existent déjà pour les surmonter. Il renonce à la morosité de la protestation et de la dissidence pour la confiance énergisante des solutions constructives. »

## Perspective internationale
Alors que l'écologisme vert vif est un courant intellectuel parmi les écologistes nord-américains (avec un certain nombre d'entreprises, de blogs, d'ONG et même de gouvernements qui s'appellent désormais explicitement vert vif. Par exemple, le document de planification stratégique de la ville de Vancouver s'appelle « Vancouver 2020: A Bright Green Future » (« Un futur vert vif »)). C'est en Europe du Nord, en particulier en Scandinavie, en Allemagne, aux Pays-Bas et au Royaume-Uni que l'idée d'un environnementalisme vert vif est devenue la plus répandue et la plus largement discutée. Par exemple, la vitrine technologique officielle et l'exposition commerciale de la Convention-cadre des Nations unies sur les changements climatiques à Copenhague s'appellent « Bright Green » en référence à cette idée tandis que le mouvement danois d'activisme climatique des jeunes s'appelle « Bright Green Youth ».